# Ada Dispa
Ada Jeanette Dispa (Heemskerk, 14 april 1960) is een Nederlands beeldend kunstenaar, actief als  schilder, tekenaar, en beeldhouwer. Ze is bekend geworden met menhir-achtige sculpturen van allerlei materialen van piepschuim, ivoor, steen en bot tot stof. In haar latere werk is ze meer gaan tekenen.

## Levensloop
Dispa is geboren in Heemskerk in een gereformeerd gezin, en groeide op in Alkmaar. Ze volgde een kunstopleiding aan het Christelijke Academie voor Beeldende Kunsten (CABK) in Kampen van 1979 tot 1981, en aan de Academie voor Beeldende Kunsten in Arnhem van 1981 tot 1985. Ze vestigde zich daarna in Arnhem, waar ze sindsdien woont en werkt.
In haar studietijd zette Dispa zich af tegen 'het nieuwe schilderen' van het wilde en het grote gebaar. Met een dun penseeltje schilderen, anekdotisch of illustratief was uit den boze. Ze ontwikkelde een eigen werkwijze, waarin ze het schilderen en beeldhouwen reduceerde tot twee basisvormen: het vierkant paneel en de menhir. Met deze vormen ging ze experimenteren in het kader van bestaande kunsthistorische stromingen en stijlen.
In 1987 werd het werk van Dispa aangekocht door de Rijksdienst Beeldende Kunst, en begon ze door het land te exposeren. Ook het Museum Boijmans Van Beuningen heeft werk van haar in zijn bezit en van het Centraal Museum Utrecht.
Begin jaren 1990 is Dispa zich gaan toespitsen op het tekenen, waarmee ze verdere bekendheid verwierf. Dit werk omschreef Alex de Vries (2017) als "compromisloze fantasierijke figuraties, die rücksichtslos en radicaal lucht geven aan haar ongebreidelde en uitbundige verbeelding." Met haar werk schildert ze niet, maar tekent. Ze bedenkt niet, maar voert uit, niet abstract, maar figuratief. Hiermee breekt haar werkwijze met veel van de "opvattingen over de ware gedaante van serieuze kunstbeoefening."

## Exposities, een selectie
- 1987. Aankopen uit de RBK, Museum Prinsenhof Delft.[4][7]
- 1992. Jan van de Nobelen, keramische objecten; Ada Dispa, tekeningen, galerie Sign Groningen.[8]
- 1992. Groepsexpositie, Galerie Romein, Leeuwarden met verder werk van Harmen Brethouwer, Piet Dirkx, BarBara Hanlo, Wandana Höppener en Margriet Ibissen.[9]
- 1993. First New Age Show, Galerie W139, Amsterdam.[2]
- 1995. New Age DADA. Voormalig GEWAG-gebouw Arnhem.[10]
- 2004. Microkosmos. Centraal Museum Utrecht. Met verder werk van Jacolien de Jong, Dieuwke Spaans, Roland Sohier, Nel Pak, Robbie Cornelissen en Charlotte Schleiffert, samengesteld door Meta Knol.[11]
- 2006. Installatie van Marjan Teeuwen, Pictura Dordrecht. Met werk van Dispa, Har van der Put, Bert Vogels, Paul de Reus en 11 andere kunstenaars.
- 2009. Viering 160-jarig bestaan, Museum Boijmans Van Beuningen.[12]
- 2015. Zomerexpo, Stevenskerk Nijmegen.[13]

## Publicaties
- Ada Dispa. Het vuurpeloton Arnhem : PlaatsMaken, 1996.
- Ada Dispa. "DEMONISCHE DANS", In: Kunstbeeld, vol. 22 (1998), afl. 5, pag. 23
- Jules Deelder, Ada Dispa (beeld), Voor Ari, Uitgeverij Plint, 1998.

Over Ada Dispa
- Mirjam Westen, Ada Dispa : calavera suite, Museum voor moderne kunst Arnhem, 1998.